# Maków Podhalański
Maków Podhalański est une ville de Pologne, située dans le sud du pays, dans la voïvodie de Petite-Pologne. Elle est le chef-lieu de la gmina de Maków Podhalański, dans le powiat de Sucha.